# 那隆镇 (崇左市)
那隆镇，是中华人民共和国广西壮族自治区崇左市江州区下辖的一个乡镇级行政单位。

## 行政区划
那隆镇下辖以下地区：
那隆社区、那印村、仁惕村、廷内村、群黎村、拾义村、那内村、发明村、仁里村、岜王村、那光村、那练村、必六村、王沙村和合卢村。